# Marian Lupu
Marian Lupu (Bălţi, 20 de juny de 1966) és un polític moldau, antic president del parlament i president interí de la república des de 2010 fins al 2012.